# Pseudapis lobata
Pseudapis lobata är en biart som först beskrevs av Olivier 1812.  Pseudapis lobata ingår i släktet Pseudapis och familjen vägbin. Inga underarter finns listade i Catalogue of Life.